# 24-Stunden-Rennen von Le Mans 1949

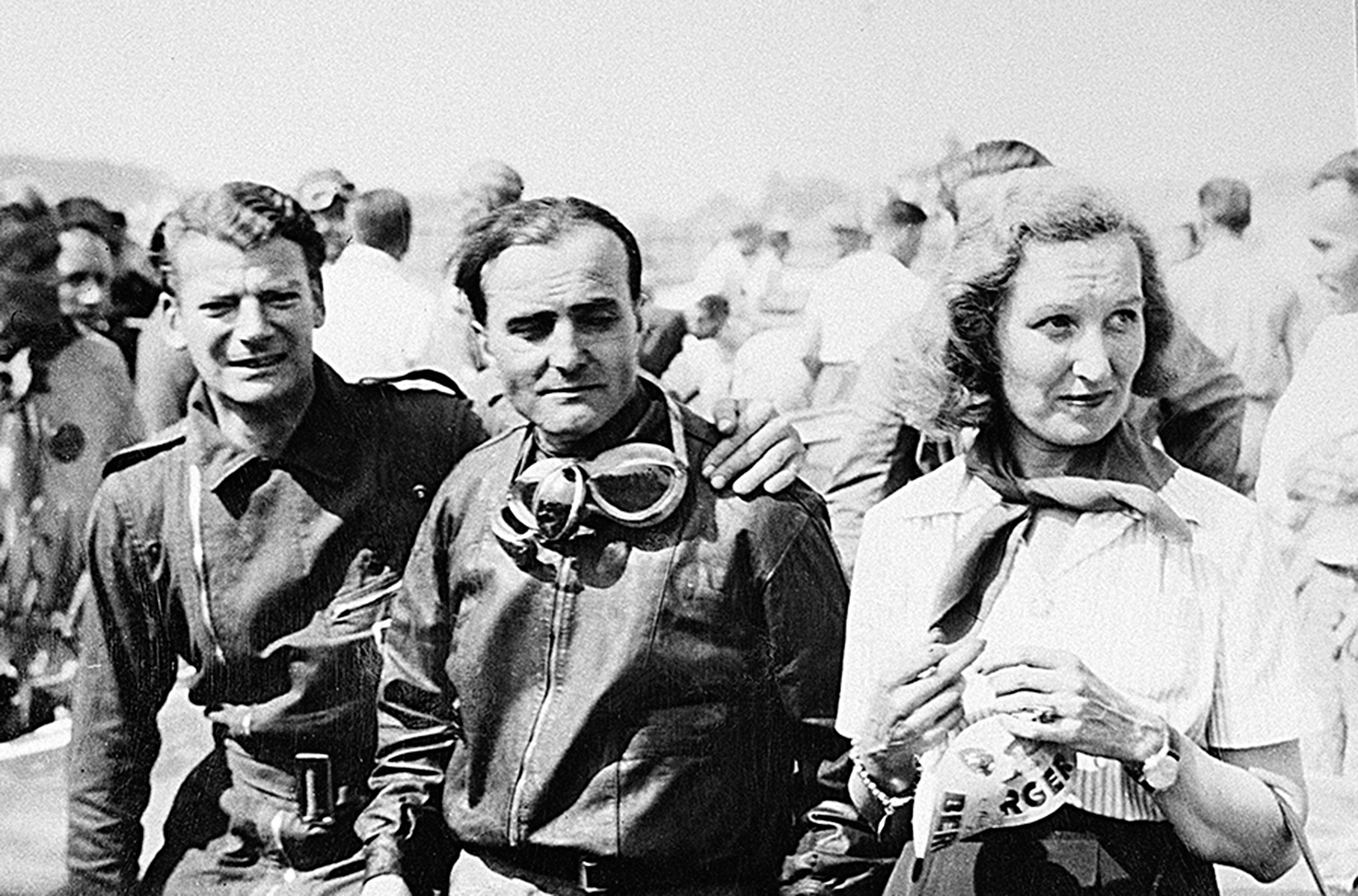
Die Rennsieger Lord Selsdon (links) und Luigi Chinetti (Mitte). Rechts Chinettis Ehefrau Marion

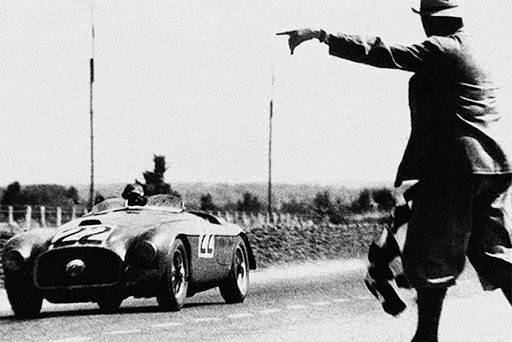
Zieldurchfahrt von Luigi Chinetti im Ferrari 166 MM. Rechts steht Rennleiter Charles Faroux mit der Zielflagge

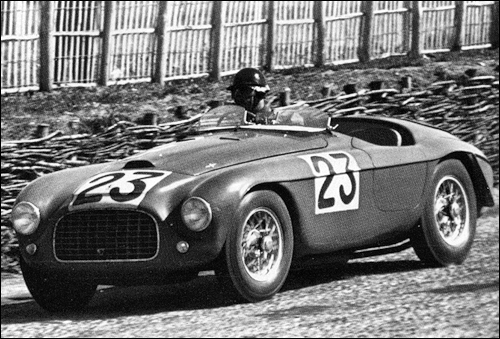
Jean Lucas am Steuer des Ferrari 166 MM mit der Startnummer 23

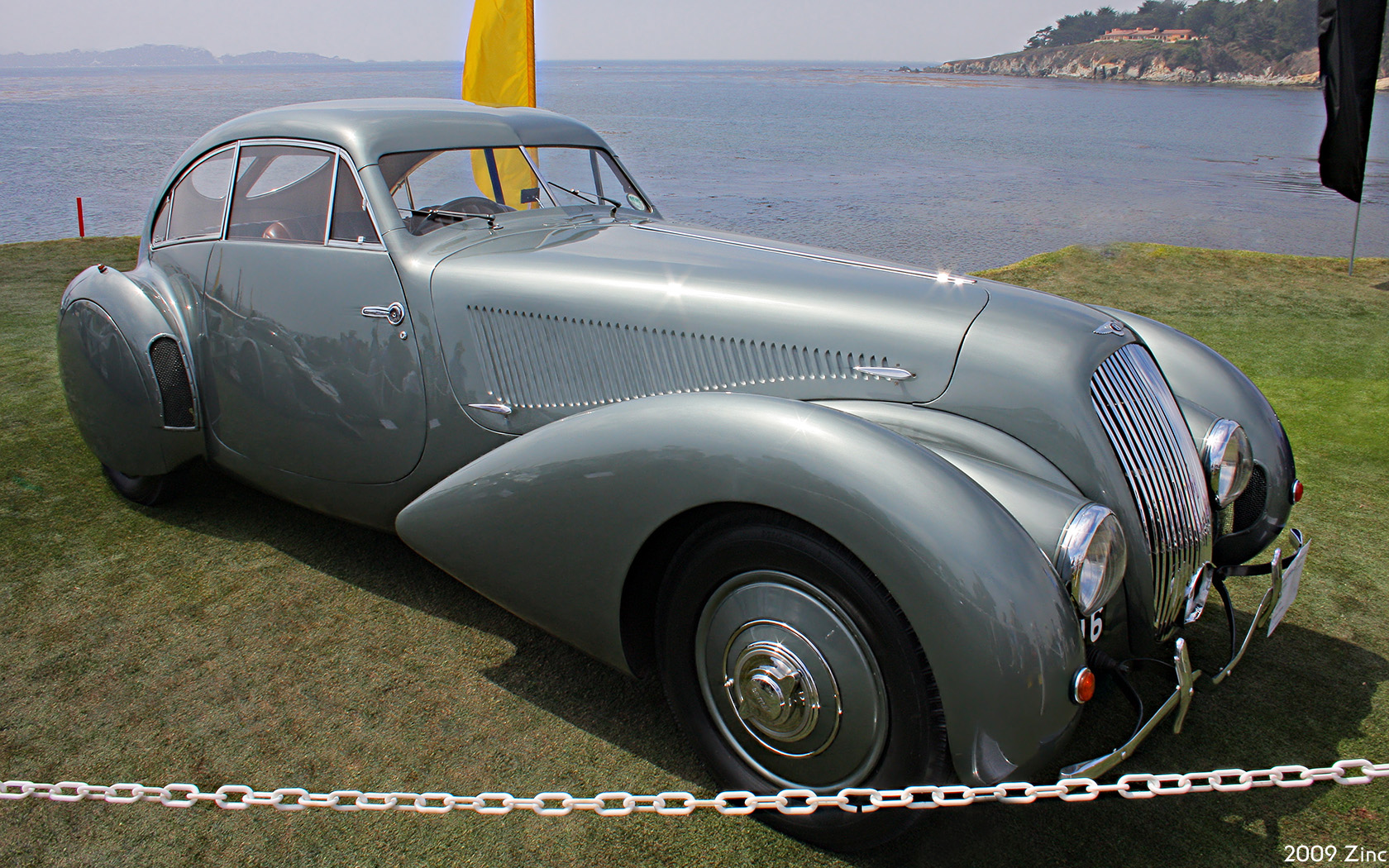
Der restaurierte Bentley 4¼ Paulin, mit dem Tommy Wisdom und Soltan Hay den sechsten Rang in der Gesamtwertung erreichten

Das 17. 24-Stunden-Rennen von Le Mans, der 17e Grand Prix d’Endurance les 24 Heures du Mans, auch 24 Heures du Mans, Circuit de la Sarthe, Le Mans, fand vom 25. bis 26. Juni 1949 auf dem Circuit des 24 Heures statt.

## Der Zweite Weltkrieg und die Jahre danach
Als im Juni 1939 das 24-Stunden-Rennen stattfand, war nicht absehbar, dass zehn Jahre vergehen würden, ehe an der Sarthe wieder ein Langstreckenrennen stattfinden würde. Knapp nachdem am 1. September 1939 der Zweite Weltkrieg ausbrach, wurde das Areal von der französischen Armee besetzt. Wenige Tage später errichtete die britische Armee auf der Anlage ein großes Militärlager. Als 1940 die Wehrmacht in Frankreich einmarschierte, wurde aus Teilen der permanenten Rennbahn ein Flughafen. Außerdem errichteten die Deutschen ein Gefangenenlager.
Am Ende des Krieges waren die Anlagen so gut wie zerstört. Die abziehenden deutschen Truppen hinterließen nur Ruinen. Alle elektrischen Einrichtungen wurden demontiert, die große Zeittafel zerstört. Die Boxenanlagen waren bis auf die Grundmauern zerstört und die Holztribünen abgebrannt. Die 1934 errichtete Tankanlage wurde von den Deutschen komplett demontiert und abtransportiert.
Im Februar 1946 gab Gérard Berthier, der Generaldirektor des Automobile Club de l’Ouest, ein Bulletin heraus, das an die 30.000 Mitglieder des Clubs verschickt wurde. Darin schilderte er die drastische Situation und ersuchte um Unterstützung bei der Aktivierung des Rennens. Die Resonanz war so groß, dass der ACO mit der Unterstützung der Mitglieder die Infrastruktur des Rennens wieder aufzubauen begann. Der ACO war noch im Besitz der Liegenschaften, auf der die permanenten Streckenteile verliefen, und begann im Sommer 1946 mit den Aufräumungsarbeiten. Die öffentlichen Straßen wurden wieder instand gesetzt. Allerdings vergingen zwei Jahre, bis sowohl Boxen als auch Tribünen soweit errichtet waren, dass wieder an ein Rennen zu denken war. Beim ACO einigte man sich darauf, das erste Rennen nach dem Krieg im Juni 1949 auszutragen. Da sich die Funktionäre des ACO nicht sicher waren, wie groß das Interesse am Rennen sein würde, entschloss man sich, 13 Starter aus dem Jahre 1939 direkt einzuladen. Dieses System des Einladungsrennens, entstanden 1949, wird bis heute beibehalten.

## Das Rennen
Entgegen den Befürchtungen des ACO gingen 39 zusätzliche Meldungen ein, so dass nach dem Training 49 Fahrzeuge fürs Rennen qualifiziert waren. Zu den vielen Vorkriegsmodellen kamen einige Neuwagen. Erstmals waren Fahrzeuge der Marke Ferrari am Start. Luigi Chinetti – der das Rennen bereits 1932 und 1934 gewonnen hatte – war im Krieg in die USA ausgewandert und hatte inzwischen die US-amerikanische Staatsbürgerschaft angenommen. Chinetti verdiente sein Geld mit dem Import und Vertrieb von Ferrari-Fahrzeugen und war dabei ein eigenes Rennteam aufzubauen. In Le Mans ging er jedoch als Partner von Patrick Mitchell-Thomson, 2. Baron Selsdon ins Rennen, der einen Ferrari 166MM gemeldet hatte. Fast alle Meldungen wurden von Privatteams abgegeben, darunter erstmals spätere Motorsportgrößen wie Charles Pozzi und Rob Walker.
Die Delettrez-Brüder setzen ihren Eigenbau mit Dieselmotor ein. Aus der Tschechoslowakei kamen zwei kleine Aero Minor und die drei Gordini Type 8 kamen erst wenige Minuten vor dem Start zur Rennstrecke.
Die ersten vier Rennstunden dominierte Eugène Chaboud in einem Delahaye Type 175 S, ehe der Wagen nach einem Motorfeuer ausbrannte. Pierre Louis-Dreyfus – auch er ein Le-Mans-Veteran aus den 1930er-Jahren – übernahm die Führung, konnte den Vorteil aber nicht nutzen, weil er nur eine Runde später vor der Mulsanne den Motor seines Ferrari überdrehte und mit Motorschaden ausfiel. Nun führte Guy Mairesse im Talbot-Lago, der jedoch bald von Chinetti überholt wurde. Chinetti saß bis 4 Uhr 26 ununterbrochen im Auto, ehe Lord Selsdon für genau eine Stunde und 12 Minuten den Wagen übernahm. Selsdon hatte eine Lebensmittelvergiftung und konnte Chinetti daher nur wenig unterstützen.
Ein Ausrutscher von Chinetti am Vormittag des Sonntag brachte Juan Jover auf einem Delage in Führung. Aber der Delage hatte Probleme mit der Aufhängung, und Jover konnte die letzten Runden nur in langsamer Fahrt zurücklegen. Chinetti fing den Spanier wenige Runden vor dem Ende noch ab und gewann das Rennen. Es war der erste Sieg für die Marke Ferrari in Le Mans. Le Mans hatte aber auch einen Toten zu beklagen: In der Nacht war der Franzose Pierre Maréchal tödlich verunglückt.
Wie wichtig dieses erste 24-Stunden-Rennen nach dem Krieg für die französische Automobilindustrie war, konnte man dem Umstand entnehmen, dass der Start von Industrieminister Christian Pineau durchgeführt wurde und Staatspräsident Vincent Auriol dem Zieleinlauf beiwohnte.

## Ergebnisse

### Piloten nach Nationen
| 61 Franzosen | 26 Briten       | 3 Tschechoslowaken | 2 Belgier | 2 Spanier |
| 1 Schweizer  | 1 US-Amerikaner |                    |           |           |

### Schlussklassement
| Pos.            | Klasse | Nr. | Team                      | Fahrer                                | Chassis                                | Motor                  | Reifen | Runden |
| --------------- | ------ | --- | ------------------------- | ------------------------------------- | -------------------------------------- | ---------------------- | ------ | ------ |
| 1               | S 2.0  | 22  | Lord Selsdon              | Lord Selsdon Luigi Chinetti           | Ferrari 166MM                          | Ferrari 2.0L V12       | E      | 235    |
| 2               | S 3.0  | 15  | Henri Louveau             | Henri Louveau Juan Jover              | Delage Type D 6-3 Litres               | Delage 3.0L I6         |        | 234    |
| 3               | S 2.0  | 26  | Mrs. P. Trevelyan         | Harold John Aldington Norman Culpan   | Frazer Nash High Speed Le Mans Replica | Bristol 2.0L I6        |        | 224    |
| 4               | S 3.0  | 14  | W.S. Watney               | Louis Gérard Francesco Godia          | Delage Type D 6-3 Litres               | Delage 3.0L I6         |        | 212    |
| 5               | S 5.0  | 11  | Pierre Meyrat             | Georges Grignard Robert Brunet        | Delahaye 135CS                         | Delahaye 4.0L I6       |        | 210    |
| 6               | S 5.0  | 6   | H.S.F. Hay                | Soltan Hay Tommy Wisdom               | Bentley 4¼ Paulin                      | Bentley 4.3L I6        |        | 210    |
| 7               | S 2.0  | 27  | Arthur Jones              | Arthur Jones Nick Haines              | Aston Martin DB1                       | Aston Martin 2.0L I4   |        | 207    |
| 8               | S 1.5  | 35  | Ecurie Lapin Blanc        | Eric Thompson Jack Fairman            | HRG 1500 Lightweight Le Mans           | Singer 1.5L I4\|       |        | 202    |
| 9               | S 5.0  | 12  | René Bouchard             | René Bouchard Pierre Larrue           | Delahaye 135MS                         | Delahaye 3.6L I6       |        | 200    |
| 10              | S 5.0  | 9   | Henry Leblanc             | Henry Leblanc Jean Brault             | Delahaye 135CS                         | Delahaye 3.6L I6       |        | 194    |
| 11              | S 2.0  | 29  | Robert Lawrie             | Robert Lawrie Robert Parker           | Aston Martin DB1                       | Aston Martin 2.0L I4   |        | 193    |
| 12              | S 1.1  | 44  | Monopole-Poissy           | Jean de Montrémy Eugène Dussous       | Monopole Sport                         | Gordini 1.1L I4        |        | 185    |
| 13              | S 3.0  | 20  | Jack Bartlett             | Jack Bartlett Nigel Mann              | Healey Elliott                         | Riley 2.4L I4          |        | 180    |
| 14              | S 1.1  | 47  | Norbert-Jean Mahé         | Norbert-Jean Mahé Roger Crovetto      | Simca Huit                             | Gordini 1.1L I4        |        | 178    |
| 15              | S 750  | 58  | Let-Aviation              | František Sutnar Otto Krattner        | Aero Minor Sport 750                   | Aero Minor 0.7L Flat-2 |        | 177    |
| 16              | S 1.5  | 41  | Auguste Lachaize          | Auguste Lachaize Albert Debille       | DB Tank                                | Citroën 1.5L I4        |        | 176    |
| 17              | S 1.1  | 52  | André Guillard            | André Guillard Théodore Martin        | Simca Huit                             | Gordini 1.1L I4        |        | 156    |
| 18              | S 750  | 60  | Ecurie Verte              | Emmanuel Baboin Pierre Gay            | Simca Six                              | Simca 0.6L I4          |        | 156    |
| 19              | S 750  | 59  | Jacques Poch              | Ivan Hodač Jacques Poch               | Aero Minor Sport 750                   | Aero 0.7L Flat-2       | E      | 150    |
| Ausgefallen     |        |     |                           |                                       |                                        |                        |        |        |
| 20              | S 5.0  | 1   | Ecurie Verte              | André Chambas André Morel             | Talbot-Lago Gran Sport Coupe           | Talbot-Lago 4.5L I6    |        | 222    |
| 21              | S 3.0  | 18  | Auguste Veuillet          | Auguste Veuillet Edmond Mouche        | Delage Type D 6-3 Litres               | Delage 3.0L I6         |        | 208    |
| 22              | S 2.0  | 28  | Mrs. R.P. Hichens         | Pierre Maréchal T. A. S. O. Mathieson | Aston Martin DB1                       | Aston Martin 2.0L I4   |        | 192    |
| 23              | S 5.0  | 4   | Charles Pozzi             | Pierre Flahault André Simon           | Delahaye 175S                          | Delahaye 4.5L I6       |        | 179    |
| 24              | S 1.5  | 42  | René Bonnet               | René Bonnet Charles Deutsch           | DB                                     | Citroën 1.5L I4        |        | 175    |
| 25              | S 1.5  | 43  | G.E. Phillips             | George Phillips R. M. Dryden          | MG TC Special                          | MG 1.3L I4             |        | 134    |
| 26              | S 5.0  | 8   | Louis Villeneuve          | Marius Chanal Yves Giraud-Cabantous   | Delahaye 135CS                         | Delahaye 3.6L I6       |        | 128    |
| 27              | S 5.0  | 10  | Rob Walker Racing Team    | Tony Rolt Guy Jason-Henry             | Delahaye 135CS                         | Delahaye 3.6L I6       |        | 126    |
| 28              | S 5.0  | 5   | Ets. Delettrez            | Jean Delettrez Jacques Delettrez      | Delettrez Diesel                       | Delettrez 4.4L I6      |        | 123    |
| 29              | S 1.1  | 45  | Monopole-Poissy           | Jean Hémard Raymond Lienard           | Monopole                               | Simca 1.1L I4          |        | 120    |
| 30              | S 1.1  | 48  | Just-Émile Vernet         | Just-Émile Vernet Claude Batault      | Simca Huit                             | Simca 1.1L I4          |        | 118    |
| 31              | S 1.1  | 56  | Jacques Savoye            | Jacques Savoye Marcel Renault         | Singer 9 Le Mans                       | Singer 1.0L I4         |        | 97     |
| 32              | S 5.0  | 2   | Ecurie France             | Paul Vallée Guy Mairesse              | Talbot-Lago Monoplace Decalee          | Talbot-Lago 4.5L I6    |        | 95     |
| 33              | S 1.1  | 54  | Mme Vivianne Elder        | Vivianne Elder René Camerano          | Simca Huit                             | Simca 1.1L I4          |        | 95     |
| 34              | S 1.1  | 46  | Robert Redge              | Félix Lecerf Robert Redge             | Simca Dého                             | Simca 1.1L I4          |        | 89     |
| 35              | S 1.1  | 50  | Amédée Gordini            | Pierre Veyron José Scaron             | Simca-Gordini T8                       | Simca 1.1L I4          |        | 88     |
| 36              | S 1.5  | 34  | Ecurie Lapin Blanche      | Jack Scott Neville Gee                | HRG 1500 Lightweight Le Mans           | Singer 1.5L I4         |        | 83     |
| 37              | S 3.0  | 16  | Marc Versini              | Marc Versini Gaston Serraud           | Delage Type D 6-3 Litres               | Delage 3.0L I6         |        | 58     |
| 38              | S 2.0  | 23  | Jacques Plisson           | Jean Lucas Pierre Louis-Dreyfus       | Ferrari 166MM                          | Ferrari 2.0L V12       | E      | 53     |
| 39              | S 5.0  | 3   | Charles Pozzi             | Eugène Chaboud Charles Pozzi          | Delahaye 175S                          | Delahaye 4.5L I6       |        | 52     |
| 40              | S 2.0  | 30  | Peter Monkhouse           | Peter Monkhouse Ernest Stapleton      | Aston Martin Speed Model               | Aston Martin 2.0L I4   |        | 45     |
| 41              | S 1.1  | 51  | Robert Tocheport          | Robert Tocheport Roget Carron         | Simca Huit                             | Simca 1.1L I4          |        | 45     |
| 42              | S 1.5  | 36  | Just-Émile Vernet         | Georges Trouis Roger Eckerlein        | Riley RMA                              | Riley 1.5L I4          |        | 40     |
| 43              | S 2.0  | 31  | Dudley C. Folland         | Anthony Heal Dudley Folland           | Aston Martin Speed Model               | Aston Martin 2.0L I4   |        | 26     |
| 44              | S 5.0  | 7   | Ecurie Rosier             | Louis Rosier Jean-Louis Rosier        | Talbot-Lago Spéciale                   | Talbot-Lago 4.1L I6    |        | 21     |
| 45              | S 1.1  | 57  | Camille Hardy             | Camille Hardy Maurice Roger           | Renault 4CV                            | Renault 0.8L I4        |        | 21     |
| 46              | S 1.5  | 33  | Ecurie Lapin Blanche      | Peter Clark Mortimer Morris-Goodall   | HRG 1500 Lightweight Le Mans           | Singer 1.5L I4         |        | 11     |
| 47              | S 3.0  | 19  | Aston Martin Lagonda Ltd. | Leslie Johnson Charles Brackenbury    | Aston Martin DB2                       | Lagonda 2.6L I6        |        | 6      |
| 48              | S 2.0  | 32  | Louis Eggen               | Louis Eggen Egon Kraft de la Saulx    | Alvis TA 14                            | Alvis 1.9L I4          |        | 6      |
| 49              | S 1.1  | 49  | Amédée Gordini            | Jean Trévoux Marcel Lesurque          | Simca-Gordini TMM                      | Simca 1.1L I4          |        | 5      |
| Nicht gestartet |        |     |                           |                                       |                                        |                        |        |        |
| 50              |        |     | John Gordon               |                                       | Lancia Astura                          | Lancia 3.0L V8         |        | 1      |
| 51              | S 1.5  | 37  | Amédée Gordini            | Robert Manzon Maurice Trintignant     | Simca-Gordini T15S                     | Gordini 1.5L I6        |        | 2      |
| 52              | S 1.1  |     | B. Michelot               |                                       | Simca Huit                             | Gordini 1.1L I4        |        | 3      |
| 53              | S 1.1  |     | Victor Polledry           |                                       | Simca Huit                             | Gordini 1.1L I4        |        | 3      |

1 nicht gestartet
2 nicht gestartet
3 Reserve
4 Reserve

### Nur in der Meldeliste
Hier finden sich Teams, Fahrer und Fahrzeuge die ursprünglich für das Rennen gemeldet waren, aber aus den unterschiedlichsten Gründen daran nicht teilnahmen.
| Pos. | Klasse | Nr. | Team                | Fahrer                            | Chassis            | Motor           | Reifen |
| ---- | ------ | --- | ------------------- | --------------------------------- | ------------------ | --------------- | ------ |
| 54   | S 1.5  |     | Amédée Gordini      | Pierre Veryon Franco Rol          | Simca-Gordini T15S | Gordini 1.5L I6 |        |
| 55   | S 1.5  |     | Amédée Gordini      | José Scaron Yves Giraud-Cabantous | Simca-Gordini T15S | Gordini 1.5L I6 |        |
| 56   |        |     | Eugène Chaboud      |                                   | Delahaye           |                 |        |
| 57   |        |     | H. Grange           |                                   | Riley              |                 |        |
| 58   | 2.0    |     | Luigi Chinetti      |                                   | Ferrari 166MM      |                 |        |
| 59   | 2.0    |     | Jacques Plisson     |                                   | Ferrari 166MM      |                 |        |
| 60   | 2.0    |     | Jack Bartlett       |                                   | Aston Martin       |                 |        |
| 61   | 750    |     | Ecurie Canot        |                                   | Renault 4CV        |                 |        |
| 62   | 750    |     | Robert Delpech      |                                   | Renault 4CV        |                 |        |
| 63   | 750    |     | Robert Delpech      |                                   | Renault 4CV        |                 |        |
| 64   | 750    |     | Amédée Gordini      |                                   | Simca-Gordini      |                 |        |
| 65   | 1.5    |     | Amédée Gordini      |                                   | Simca-Gordini      |                 |        |
| 66   | 1.5    |     | Amédée Gordini      |                                   | Simca-Gordini      |                 |        |
| 67   |        |     | Peter Clark         |                                   | HRG                |                 |        |
| 68   | 2.0    |     | Michael Tenbosch    |                                   | Frazer-Nash        |                 |        |
| 69   | 750    |     | Guy Lapchin         |                                   | Panhard Dyna       |                 |        |
| 70   |        |     | Charles de Cortanze |                                   |                    |                 |        |
| 71   | 5.0    |     | Louis Villeneuve    |                                   | Delahaye           |                 |        |
| 72   | 5.0    |     | Edmond Mouche       |                                   | Delahaye           |                 |        |

### Biennale-Cup
| Pos. | Nr. | Fahrer                              | Chassis                                | Koeffizient | Platzierung im Gesamtklassement |
| ---- | --- | ----------------------------------- | -------------------------------------- | ----------- | ------------------------------- |
| 1    | 22  | Lord Selsdon Luigi Chinetti         | Ferrari 166MM                          | 3,178.299   | Gesamtsieg                      |
| 2    | 26  | Harold John Aldington Norman Culpan | Frazer Nash High Speed Le Mans Replica | 3,033.420   | Rang 3                          |
| 3    | 27  | Arthur Jones Nick Haines            | Aston Martin DB1                       | 2,801.165   | Rang 7                          |
| 4    | 14  | Louis Gérard Francesco Godia        | Delage Type D 6-3 Litres               | 2,871.737   | Rang 4                          |

### Index of Performance
| Pos. | Nr. | Fahrer                              | Chassis                                | Koeffizient | Platzierung im Gesamtklassement |
| ---- | --- | ----------------------------------- | -------------------------------------- | ----------- | ------------------------------- |
| 1    | 22  | Lord Selsdon Luigi Chinetti         | Ferrari 166MM                          | 1.27200     | Gesamtsieg                      |
| 2    | 58  | František Sutnar Otto Krattner      | Aero Minor Sport 750                   | 1.22500     | Rang 15                         |
| 3    | 26  | Harold John Aldington Norman Culpan | Frazer Nash High Speed Le Mans Replica | 1.21600     | Rang 3                          |
| 4    | 60  | Emmanuel Baboin Pierre Gay          | Simca Six                              | 1.19800     | Rang 18                         |
| 5    | 15  | Henri Louveau Juan Jover            | Delage Type D 6-3 Litres               | 1.19500     | Rang 2                          |
| 6    | 35  | Eric Thompson Jack Fairman          | HRG 1500 Lightweight Le Mans           | 1.15600     | Rang 8                          |
| 7    | 44  | Jean de Montrémy Eugène Dussous     | Monopole Sport                         | 1.13800     | Rang 12                         |
| 8    | 27  | Arthur Jones Nick Haines            | Aston Martin DB1                       | 1.12300     | Rang 7                          |
| 9    | 47  | Norbert-Jean Mahé Roger Crovetto    | Simca Huit                             | 1.09700     | Rang 14                         |
| 10   | 14  | Louis Gérard Francesco Godia        | Delage Type D 6-3 Litres               | 1.08500     | Rang 4                          |
| 11   | 11  | Georges Grignard Robert Brunet      | Delahaye 135CS                         | 1.05500     | Rang 5                          |
| 12   | 29  | Robert Lawrie Robert Parker         | Aston Martin DB1                       | 1.04900     | Rang 11                         |
| 13   | 59  | Ivan Hodač Jacques Poch             | Aero Minor Sport 750                   | 1.04100     | Rang 19                         |
| 14   | 6   | Soltan Hay Tommy Wisdom             | Bentley 4¼ Paulin                      | 1.03600     | Rang 6                          |
| 15   | 41  | Auguste Lachaize Albert Debille     | DB Tank                                | 1.00900     | Rang 16                         |
| 16   | 12  | René Bouchard Pierre Larrue         | Delahaye 135MS                         | 1.00400     | Rang 9                          |

### Klassensieger
| Klasse                                       | Fahrer           | Fahrer         | Fahrzeug                     | Platzierung im Gesamtklassement |
| -------------------------------------------- | ---------------- | -------------- | ---------------------------- | ------------------------------- |
| Index of Performance – 3. Annual Cup des ACO | Luigi Chinetti   | Lord Selsdon   | Ferrari 166MM                | Gesamtsieg                      |
| 15. Biennale Cup                             | Luigi Chinetti   | Lord Selsdon   | Ferrari 166MM                | Gesamtsieg                      |
| 3001–5000 cm³                                | Georges Grignard | Robert Brunet  | Delahaye 135CS               | Rang 5                          |
| 2001–3000 cm³                                | Henri Louveau    | Juan Jover     | Delage Type D 6-3 Litres     | Rang 2                          |
| 1501–2000 cm³                                | Luigi Chinetti   | Lord Selsdon   | Ferrari 166MM                | Gesamtsieg                      |
| 1101–1500 cm³                                | Jack Fairman     | Eric Thompson  | HRG 1500 Lightweight Le Mans | Rang 8                          |
| 751–1000 cm³                                 | Jean de Montrémy | Eugene Dussous | Monopole Sport               | Rang 12                         |
| –750 cm³                                     | František Sutnar | Otto Krattner  | Aero Minor Sport 750         | Rang 15                         |

### Renndaten
- Gemeldet: 72
- Gestartet: 49
- Gewertet: 19
- Rennklassen: 8
- Zuschauer: 183.000
- Ehrenstarter des Rennens: Christian Pineau, französischer Transportminister
- Wetter am Rennwochenende: sonnig
- Streckenlänge: 13,492 km
- Fahrzeit des Siegerteams: 24:00:00,000 Stunden
- Gesamtrunden des Siegerteams: 236
- Gesamtdistanz des Siegerteams: 3178,299 km
- Siegerschnitt: 132,420 km/h
- Pole Position: unbekannt
- Schnellste Rennrunde: André Simon – Delahaye 175S (#4) – 5:12,500 = 155,427 km/h
- Rennserie: zählte zu keiner Rennserie